# Calluga purpureoviridis
Calluga purpureoviridis är en fjärilsart som beskrevs av W. Warren 1903. Calluga purpureoviridis ingår i släktet Calluga och familjen mätare. Inga underarter finns listade i Catalogue of Life.